# Jaroslav Plašil
Jaroslav Plašil (Opočno, 5 gennaio 1982) è un allenatore di calcio ed ex calciatore ceco, di ruolo centrocampista.
Possiede il passaporto francese.

## Caratteristiche tecniche
Interno di centrocampo, Plašil può giocare sia come esterno destro sia come esterno sinistro e anche come mediano o trequartista. Ritiene di poter esprimere meglio le sue qualità giocando a sinistra.

## Carriera

### Club

#### Hradec Králové
Dal 1998 al 2000 gioca in seconda divisione ceca con il Hradec Králové; totalizza 4 presenze senza gol.

#### Monaco
Con i biancorossi totalizza 143 presenze e 6 reti tra campionato, Coppa di Francia, Coppa di Lega, Coppa UEFA e Champions League

##### 2000-2003: le prime stagioni e il prestito al Créteil
Nel 2000 è prelevato dal Monaco e il 22 dicembre del 2001 esordisce nella Ligue 1 subentrando nella ripresa a Souleymane Camara nella sfida contro il Rennes (3-1). Chiude la stagione 2001-2002 con 4 presenze e 0 gol.
Il 17 agosto 2002 fa il suo esordio in campionato contro il Bastia (1-0). Nel gennaio del 2003 viene ceduto in prestito al Créteil, società francese di Ligue 2 nella quale trova presto un posto da titolare. Il 29 gennaio debutta contro il Clermont (0-1). Ritorna a Monaco dopo aver giocato 14 partite.

##### 2003-2005: sotto la guida di Deschamps
Dalla stagione 2003-2004 Plašil si conquista un posto da titolare anche nel Monaco: gioca la prima di campionato contro il Bordeaux (2-0) segnando la sua prima marcatura in campionato contro il Metz (0-2) e rendendosi protagonista della prestazione del Monaco nella Champions League 2003-2004. Dopo aver debuttato contro il PSV (1-2), realizza una rete al Deportivo La Coruña (8-3): il cammino del Monaco prosegue fino alla finale (dopo aver eliminato Lokomotiv Mosca, Real Madrid e Chelsea), persa contro il Porto (0-3) con Plašil in panchina.
Nella stagione seguente Didier Deschamps lo schiera con meno frequenza a causa di un infortunio che lo tiene fuori dai campi di gioco per tre mesi e mezzo: il centrocampista ceco debutta in Ligue 1 solamente ad ottobre contro il Nizza (3-4) giocando un quarto d'ora contro l'Olympiacos in Champions. Nella seconda parte della stagione, complice un cambio di modulo di Deschamps che da una difesa a 5 passa ad una difesa a 4, Plašil viene fatto giocare con più continuità e i risultati per il Monaco sono molto positivi (una sola sconfitta in 16 incontri di campionato giocati dal ceco). Il 15 gennaio 2005 firma la sua unica rete stagionale al Caen (5-2).

##### 2005-2007: stagioni altalenanti
Nel 2005 Francesco Guidolin viene chiamato alla guida del Monaco al posto di Deschamps. L'allenatore italiano non dà fiducia a Plašil, che deve aspettare la dodicesima giornata per debuttare in campionato contro il Sochaux (2-1). Tre giorni prima aveva giocato un tempo in Coppa UEFA contro il Viking (1-0). Realizza un unico gol, il 29 ottobre contro l'Ajaccio (3-0). A fine stagione conta 27 presenze e una rete.
László Bölöni inizia la stagione 2006-2007 come allenatore dei monegaschi: nonostante il ceco sia tra i giocatori più utilizzati, i risultati sono altalenanti e l'allenatore romeno viene esonerato e sostituito con il francese Banide che porta il Monaco dalla penultima posizione alla nona. Plašil gioca 31 partite di campionato (la prima delle quali contro il Saint-Étienne 1-2) e sigla una rete contro il Nizza (1-1).
Inizia la stagione 2007-2008 tra le file del Monaco debuttando il 4 agosto contro il Saint-Étienne (1-1) e giocando anche le successive tre partite di campionato prima di trasferirsi agli spagnoli dell'Osasuna.

#### Osasuna
Nell'estate del 2007 si trasferisce all'Osasuna, società della Liga. Esordisce il 16 settembre 2007 contro il Barcellona (0-0), realizzando la sua prima marcatura spagnola il 2 dicembre contro il Deportivo La Coruña (1-2). Conclude la sua prima esperienza all'Osasuna con 35 presenze e 4 gol.
Il 31 agosto del 2008 debutta nella nuova stagione disputando la prima giornata di campionato contro il Villareal (1-1), siglando la sua prima rete stagionale al Getafe (5-2). A fine stagione conta 32 incontri e 4 marcature.
All'Osasuna colleziona 66 presenze e 8 reti in campionato.

#### Bordeaux
Arrivato nell'estate del 2009, con il Bordeaux vince una Supercoppa di Francia nel 2009 e una Coppa di Francia nel 2013. Dal 2011 al 2013 è il capitano dei girondini.

##### 2009-2011: la Supercoppa francese

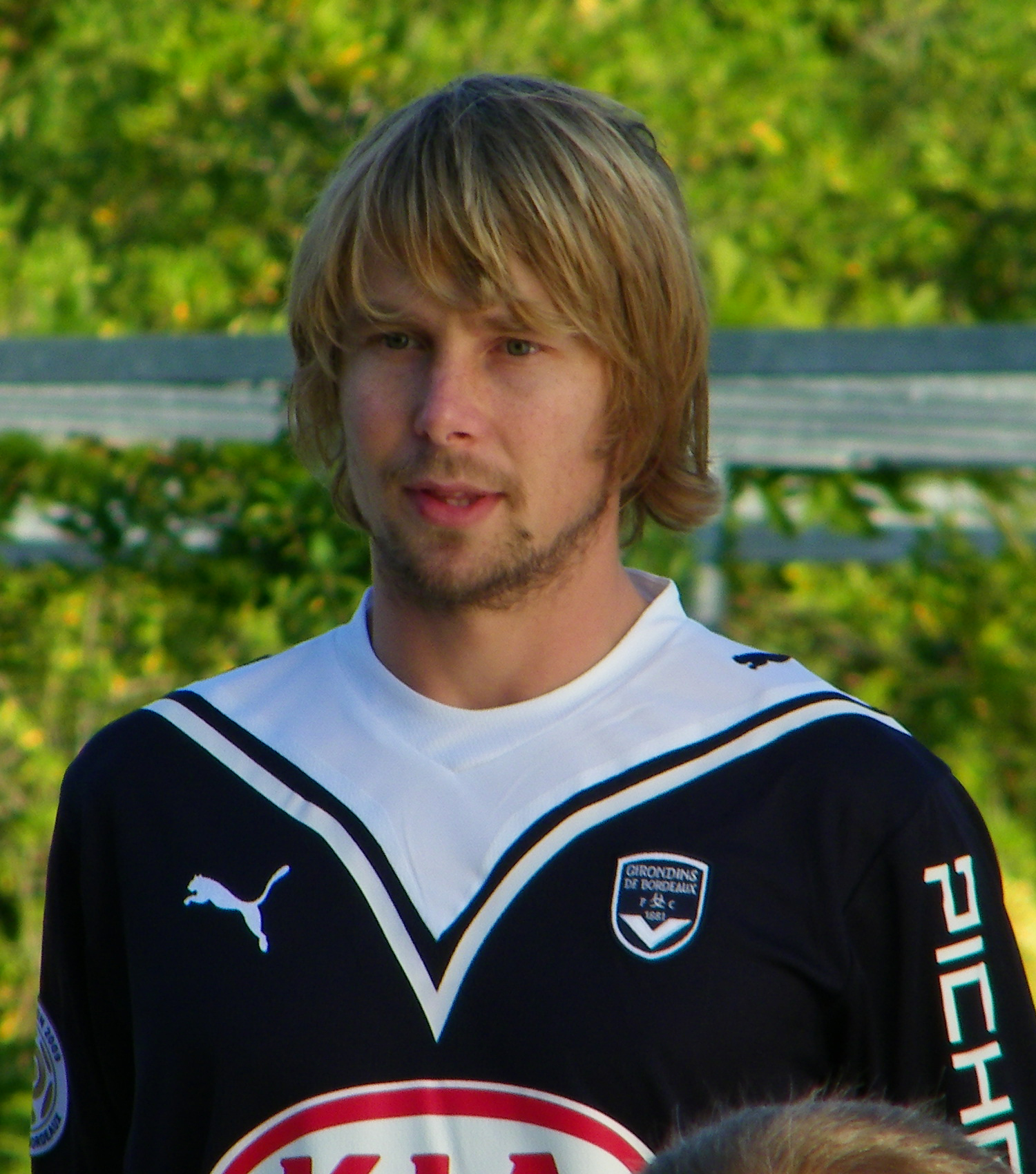
Plasil ai tempi della prima esperienza al Bordeaux.

Il 9 luglio 2009 torna in Francia per vestire la casacca dei campioni in carica del Bordeaux, firmando un contratto quadriennale. Neo arrivato gioca subito la Supercoppa francese partendo da titolare nell'incontro vinto 2-0 sul Guingamp. Esordisce il 9 agosto 2009 contro il Lens (4-1). Sei giorni dopo gioca in Champions contro la Juventus segnando una rete (1-1). Il 5 dicembre sigla la sua prima rete in campionato contro il PSG (1-0). Nel mese di gennaio segna sia in Coppa di Francia (5-1 contro l'Ajaccio) sia in Coppa di Lega (2-3 contro il Le Mans). Conta 50 presenze e 5 reti nella sua prima stagione.
Nella seconda stagione gioca tutte le partite di campionato andando a segno contro Tolosa (1-2), Auxerre (3-0), Brest (1-3) e Saint-Étienne (2-0).
Il 13 luglio 2011 rinnova il contratto con il Bordeaux firmando fino al 2015.

##### 2011-2013: la vittoria in Coppa
Anche nell'annata 2011-2012, come nella stagione precedente, gioca tutti gli incontri di Ligue 1, mettendo la sua firma nelle sfide contro Nancy (2-0), Brest (0-2) e Auxerre (2-4).
Il 30 agosto del 2012 il centrocampista ceco gioca un incontro di Europa League affrontando la Stella Rossa (3-2). Disputa 33 partite di Ligue 1 realizzando due marcature ai danni di Lille su calcio di rigore (2-1) e Montpellier (4-2). A fine stagione conquista la Coppa di Francia giocando titolare contro l'Evian (2-3). Chiude la stagione con 48 gettoni e 2 centri.
Comincia la stagione 2013-2014 nelle file del Bordeaux giocando la Supercoppa francese persa contro il PSG 2-1 e iniziando il campionato contro il Monaco, sua ex squadra (0-2).
Gioca altre tre giornate di campionato prima di essere ceduto in prestito al Catania.

#### Catania
Il 2 settembre 2013, ultimo giorno di calciomercato, si trasferisce alla società italiana del Catania con la formula del prestito. Il 15 settembre esordisce in Serie A giocando titolare contro il Livorno (2-0) e il 29 settembre segna il suo primo gol con la casacca rossazzurra nella sfida contro il Chievo vinta dal Catania per 2-0.

#### Secondo periodo al Bordeaux
Concluso il prestito, nel 2014 rientra al Bordeaux, di cui torna a vestire la fascia di capitano. Il 15 maggio 2015 estende il proprio contratto con i girondini per altri due anni e il 7 giugno 2017 per un ulteriore anno.

### Nazionale
Con la nazionale ceca ha debuttato nel 2004 e ha partecipato agli europeo del 2004, ai mondiale del 2006, all'europeo del 2008, all'europeo del 2012 e all'europeo del 2016.

## Statistiche

### Presenze e reti nei club
Statistiche aggiornate al 21 dicembre 2016.
| Stagione              | Squadra               | Campionato            | Campionato | Campionato | Coppe nazionali | Coppe nazionali | Coppe nazionali | Coppe continentali | Coppe continentali | Coppe continentali | Altre coppe | Altre coppe | Altre coppe | Totale | Totale |
| Stagione              | Squadra               | Comp                  | Pres       | Reti       | Comp            | Pres            | Reti            | Comp               | Pres               | Reti               | Comp        | Pres        | Reti        | Pres   | Reti   |
| --------------------- | --------------------- | --------------------- | ---------- | ---------- | --------------- | --------------- | --------------- | ------------------ | ------------------ | ------------------ | ----------- | ----------- | ----------- | ------ | ------ |
| 1998-1999             | Hradec Králové        | DL                    | 1          | 0          | CRC             | 0               | 0               | -                  | -                  | -                  | -           | -           | -           | 1      | 0      |
| 1999-gen. 2000        | Hradec Králové        | DL                    | 3          | 0          | CRC             | 0               | 0               | -                  | -                  | -                  | -           | -           | -           | 3      | 0      |
| Totale Hradec Králové | Totale Hradec Králové | Totale Hradec Králové | 4          | 0          |                 | 0               | 0               |                    |                    |                    |             |             |             | 4      | 0      |
| gen.-giu. 2000        | Monaco                | D1                    | 0          | 0          | CF+CdLF         | 0               | 0               | -                  | -                  | -                  | -           | -           | -           | 0      | 0      |
| 2000-2001             | Monaco                | D1                    | 0          | 0          | CF+CdLF         | 0               | 0               | -                  | -                  | -                  | -           | -           | -           | 0      | 0      |
| 2001-2002             | Monaco                | D1                    | 4          | 0          | CF+CdLF         | 0               | 0               | -                  | -                  | -                  | -           | -           | -           | 4      | 0      |
| 2002-gen. 2003        | Monaco                | L1                    | 4          | 0          | CF+CdLF         | 0               | 0               | -                  | -                  | -                  | -           | -           | -           | 4      | 0      |
| gen.-giu. 2003        | Créteil               | L2                    | 14         | 0          | CF+CdLF         | 0               | 0               | -                  | -                  | -                  | -           | -           | -           | 14     | 0      |
| 2003-2004             | Monaco                | L1                    | 34         | 2          | CF+CdLF         | 0               | 0               | UCL                | 10                 | 1                  | -           | -           | -           | 44     | 3      |
| 2004-2005             | Monaco                | L1                    | 24         | 1          | CF+CdLF         | 0               | 0               | UCL                | 5                  | 0                  | -           | -           | -           | 29     | 1      |
| 2005-2006             | Monaco                | L1                    | 21         | 1          | CF+CdLF         | 0               | 0               | CU                 | 6                  | 0                  | -           | -           | -           | 27     | 1      |
| 2006-2007             | Monaco                | L1                    | 31         | 1          | CF+CdLF         | 0               | 0               | -                  | -                  | -                  | -           | -           | -           | 31     | 1      |
| 2007-gen. 2008        | Monaco                | L1                    | 4          | 0          | CF+CdLF         | 0               | 0               | -                  | -                  | -                  | -           | -           | -           | 4      | 0      |
| Totale Monaco         | Totale Monaco         | Totale Monaco         | 122        | 5          |                 | 0               | 0               |                    | 21                 | 1                  |             |             |             | 143    | 6      |
| gen.-giu. 2008        | Osasuna               | PD                    | 34         | 4          | CR              | 1               | 0               |                    |                    |                    | -           | -           | -           | 35     | 4      |
| 2008-2009             | Osasuna               | PD                    | 32         | 4          | CR              | 0               | 0               |                    |                    |                    | -           | -           | -           | 32     | 4      |
| Totale Osasuna        | Totale Osasuna        | Totale Osasuna        | 66         | 8          |                 | 1               | 0               |                    |                    |                    |             |             |             | 67     | 8      |
| 2009-2010             | Bordeaux              | L1                    | 34         | 2          | CF+CdLF         | 3+3             | 1+1             | UCL                | 9                  | 1                  | SF          | 1           | 0           | 50     | 5      |
| 2010-2011             | Bordeaux              | L1                    | 38         | 4          | CF+CdLF         | 2+2             | 0               | -                  | -                  | -                  | -           | -           | -           | 42     | 4      |
| 2011-2012             | Bordeaux              | L1                    | 38         | 3          | CF+CdLF         | 2+0             | 0               | -                  | -                  | -                  | -           | -           | -           | 40     | 3      |
| 2012-2013             | Bordeaux              | L1                    | 33         | 2          | CF+CdLF         | 5+0             | 0               | UEL                | 10                 | 0                  | -           | -           | -           | 48     | 2      |
| ago.-set 2013         | Bordeaux              | L1                    | 4          | 0          | CF+CdLF         | 0               | 0               | UEL                | -                  | -                  | SF          | 1           | 0           | 5      | 0      |
| set. 2013-2014        | Catania               | A                     | 28         | 1          | CI              | 0               | 0               | -                  | -                  | -                  | -           | -           | -           | 28     | 1      |
| 2014-2015             | Bordeaux              | L1                    | 34         | 0          | CF+CdLF         | 2+2             | 0               | -                  | -                  | -                  | -           | -           | -           | 38     | 0      |
| 2015-2016             | Bordeaux              | L1                    | 25         | 3          | CF+CdLF         | 3+3             | 1               | UEL                | 4                  | 0                  | -           | -           | -           | 35     | 4      |
| 2016-2017             | Bordeaux              | L1                    | 18         | 0          | CF+CdLF         | 0+2             | 1               | -                  | -                  | -                  | -           | -           | -           | 20     | 1      |
| Totale Bordeaux       | Totale Bordeaux       | Totale Bordeaux       | 197        | 11         |                 | 25              | 3               |                    | 21                 | 1                  |             | 2           | 0           | 202    | 13     |
| Totale carriera       | Totale carriera       | Totale carriera       | 431        | 25         |                 | 26              | 3               |                    | 44                 | 2                  |             | 2           | 0           | 546    | 30     |

### Cronologia presenze e reti in nazionale
| Cronologia completa delle presenze e delle reti in nazionale ― Rep. Ceca | Cronologia completa delle presenze e delle reti in nazionale ― Rep. Ceca | Cronologia completa delle presenze e delle reti in nazionale ― Rep. Ceca | Cronologia completa delle presenze e delle reti in nazionale ― Rep. Ceca | Cronologia completa delle presenze e delle reti in nazionale ― Rep. Ceca | Cronologia completa delle presenze e delle reti in nazionale ― Rep. Ceca | Cronologia completa delle presenze e delle reti in nazionale ― Rep. Ceca | Cronologia completa delle presenze e delle reti in nazionale ― Rep. Ceca |
| Data                                                                     | Città                                                                    | In casa                                                                  | Risultato                                                                | Ospiti                                                                   | Competizione                                                             | Reti                                                                     | Note                                                                     |
| ------------------------------------------------------------------------ | ------------------------------------------------------------------------ | ------------------------------------------------------------------------ | ------------------------------------------------------------------------ | ------------------------------------------------------------------------ | ------------------------------------------------------------------------ | ------------------------------------------------------------------------ | ------------------------------------------------------------------------ |
| 31-3-2004                                                                | Dublino                                                                  | Irlanda                                                                  | 2 – 1                                                                    | Rep. Ceca                                                                | Amichevole                                                               | -                                                                        | 69’                                                                      |
| 2-6-2004                                                                 | Praga                                                                    | Rep. Ceca                                                                | 3 – 1                                                                    | Bulgaria                                                                 | Amichevole                                                               | 1                                                                        | 70’                                                                      |
| 6-6-2004                                                                 | Teplice                                                                  | Rep. Ceca                                                                | 2 – 0                                                                    | Estonia                                                                  | Amichevole                                                               | -                                                                        | 46’ 72’                                                                  |
| 23-6-2004                                                                | Lisbona                                                                  | Germania                                                                 | 1 – 2                                                                    | Rep. Ceca                                                                | Euro 2004 - 1º turno                                                     | -                                                                        | 70’                                                                      |
| 9-2-2005                                                                 | Celje                                                                    | Slovenia                                                                 | 0 – 3                                                                    | Rep. Ceca                                                                | Amichevole                                                               | -                                                                        | 46’                                                                      |
| 26-3-2005                                                                | Teplice                                                                  | Rep. Ceca                                                                | 4 – 3                                                                    | Finlandia                                                                | Qual. Mondiali 2006                                                      | -                                                                        | 52’                                                                      |
| 30-3-2005                                                                | Andorra la Vella                                                         | Andorra                                                                  | 0 – 4                                                                    | Rep. Ceca                                                                | Qual. Mondiali 2006                                                      | -                                                                        | 76’                                                                      |
| 4-6-2005                                                                 | Liberec                                                                  | Rep. Ceca                                                                | 8 – 1                                                                    | Andorra                                                                  | Qual. Mondiali 2006                                                      | -                                                                        | 46’                                                                      |
| 8-6-2005                                                                 | Teplice                                                                  | Rep. Ceca                                                                | 6 – 1                                                                    | Macedonia                                                                | Qual. Mondiali 2006                                                      | -                                                                        | 61’                                                                      |
| 16-11-2005                                                               | Praga                                                                    | Rep. Ceca                                                                | 1 – 0                                                                    | Norvegia                                                                 | Qual. Mondiali 2006                                                      | -                                                                        | 90’                                                                      |
| 1-3-2006                                                                 | Smirne                                                                   | Turchia                                                                  | 2 – 2                                                                    | Rep. Ceca                                                                | Amichevole                                                               | -                                                                        | 90’                                                                      |
| 26-5-2006                                                                | Innsbruck                                                                | Rep. Ceca                                                                | 2 – 0                                                                    | Arabia Saudita                                                           | Amichevole                                                               | -                                                                        | 46’                                                                      |
| 30-5-2006                                                                | Jablonec nad Nisou                                                       | Rep. Ceca                                                                | 1 – 0                                                                    | Costa Rica                                                               | Amichevole                                                               | -                                                                        |                                                                          |
| 3-6-2006                                                                 | Praga                                                                    | Rep. Ceca                                                                | 3 – 0                                                                    | Trinidad e Tobago                                                        | Amichevole                                                               | -                                                                        |                                                                          |
| 12-6-2006                                                                | Gelsenkirchen                                                            | Stati Uniti                                                              | 0 – 3                                                                    | Rep. Ceca                                                                | Mondiali 2006 - 1º turno                                                 | -                                                                        |                                                                          |
| 17-6-2006                                                                | Colonia                                                                  | Rep. Ceca                                                                | 0 – 2                                                                    | Ghana                                                                    | Mondiali 2006 - 1º turno                                                 | -                                                                        | 68’                                                                      |
| 22-6-2006                                                                | Norimberga                                                               | Rep. Ceca                                                                | 0 – 2                                                                    | Italia                                                                   | Mondiali 2006 - 1º turno                                                 | -                                                                        |                                                                          |
| 16-8-2006                                                                | Uherské Hradiště                                                         | Rep. Ceca                                                                | 1 – 3                                                                    | Serbia                                                                   | Amichevole                                                               | -                                                                        | 46’                                                                      |
| 2-9-2006                                                                 | Teplice                                                                  | Rep. Ceca                                                                | 2 – 1                                                                    | Galles                                                                   | Qual. Euro 2008                                                          | -                                                                        |                                                                          |
| 6-9-2006                                                                 | Bratislava                                                               | Slovacchia                                                               | 0 – 3                                                                    | Rep. Ceca                                                                | Qual. Euro 2008                                                          | -                                                                        |                                                                          |
| 7-10-2006                                                                | Liberec                                                                  | Rep. Ceca                                                                | 7 – 0                                                                    | San Marino                                                               | Qual. Euro 2008                                                          | -                                                                        | 63’                                                                      |
| 11-10-2006                                                               | Dublino                                                                  | Irlanda                                                                  | 1 – 1                                                                    | Rep. Ceca                                                                | Qual. Euro 2008                                                          | -                                                                        | 85’                                                                      |
| 15-11-2006                                                               | Praga                                                                    | Rep. Ceca                                                                | 1 – 1                                                                    | Danimarca                                                                | Amichevole                                                               | -                                                                        |                                                                          |
| 7-2-2007                                                                 | Bruxelles                                                                | Belgio                                                                   | 0 – 2                                                                    | Rep. Ceca                                                                | Amichevole                                                               | -                                                                        | 46’                                                                      |
| 24-3-2007                                                                | Praga                                                                    | Rep. Ceca                                                                | 1 – 2                                                                    | Germania                                                                 | Qual. Euro 2008                                                          | -                                                                        | 46’                                                                      |
| 28-3-2007                                                                | Liberec                                                                  | Rep. Ceca                                                                | 1 – 0                                                                    | Cipro                                                                    | Qual. Euro 2008                                                          | -                                                                        | 77’                                                                      |
| 2-6-2007                                                                 | Cardiff                                                                  | Galles                                                                   | 0 – 0                                                                    | Rep. Ceca                                                                | Qual. Euro 2008                                                          | -                                                                        |                                                                          |
| 22-8-2007                                                                | Vienna                                                                   | Austria                                                                  | 1 – 1                                                                    | Rep. Ceca                                                                | Amichevole                                                               | -                                                                        | 17’                                                                      |
| 8-9-2007                                                                 | Serravalle                                                               | San Marino                                                               | 0 – 3                                                                    | Rep. Ceca                                                                | Qual. Euro 2008                                                          | -                                                                        | 82’                                                                      |
| 12-9-2007                                                                | Praga                                                                    | Rep. Ceca                                                                | 1 – 0                                                                    | Irlanda                                                                  | Qual. Euro 2008                                                          | -                                                                        |                                                                          |
| 17-10-2007                                                               | Monaco di Baviera                                                        | Germania                                                                 | 0 – 3                                                                    | Rep. Ceca                                                                | Qual. Euro 2008                                                          | 1                                                                        |                                                                          |
| 17-11-2007                                                               | Praga                                                                    | Rep. Ceca                                                                | 3 – 1                                                                    | Slovacchia                                                               | Qual. Euro 2008                                                          | -                                                                        |                                                                          |
| 21-11-2007                                                               | Strovolos                                                                | Cipro                                                                    | 0 – 2                                                                    | Rep. Ceca                                                                | Qual. Euro 2008                                                          | -                                                                        | 87’                                                                      |
| 6-2-2008                                                                 | Teplice                                                                  | Rep. Ceca                                                                | 0 – 2                                                                    | Polonia                                                                  | Amichevole                                                               | -                                                                        | 83’                                                                      |
| 26-3-2008                                                                | Copenaghen                                                               | Danimarca                                                                | 1 – 1                                                                    | Rep. Ceca                                                                | Amichevole                                                               | -                                                                        | 46’                                                                      |
| 27-5-2008                                                                | Praga                                                                    | Rep. Ceca                                                                | 2 – 0                                                                    | Lituania                                                                 | Amichevole                                                               | -                                                                        | 79’                                                                      |
| 30-5-2008                                                                | Teplice                                                                  | Rep. Ceca                                                                | 3 – 1                                                                    | Scozia                                                                   | Amichevole                                                               | -                                                                        | 46’                                                                      |
| 7-6-2008                                                                 | Basilea                                                                  | Svizzera                                                                 | 0 – 1                                                                    | Rep. Ceca                                                                | Euro 2008 - 1º turno                                                     | -                                                                        |                                                                          |
| 11-6-2008                                                                | Ginevra                                                                  | Rep. Ceca                                                                | 1 – 3                                                                    | Portogallo                                                               | Euro 2008 - 1º turno                                                     | -                                                                        | 85’                                                                      |
| 15-6-2008                                                                | Ginevra                                                                  | Turchia                                                                  | 3 – 2                                                                    | Rep. Ceca                                                                | Euro 2008 - 1º turno                                                     | 1                                                                        | 80’                                                                      |
| 20-8-2008                                                                | Londra                                                                   | Inghilterra                                                              | 2 – 2                                                                    | Rep. Ceca                                                                | Amichevole                                                               | -                                                                        | 90+3’                                                                    |
| 10-9-2008                                                                | Belfast                                                                  | Irlanda del Nord                                                         | 0 – 0                                                                    | Rep. Ceca                                                                | Qual. Mondiali 2010                                                      | -                                                                        |                                                                          |
| 11-10-2008                                                               | Chorzów                                                                  | Polonia                                                                  | 2 – 1                                                                    | Rep. Ceca                                                                | Qual. Mondiali 2010                                                      | -                                                                        |                                                                          |
| 15-10-2008                                                               | Teplice                                                                  | Rep. Ceca                                                                | 1 – 0                                                                    | Slovenia                                                                 | Qual. Mondiali 2010                                                      | -                                                                        |                                                                          |
| 11-2-2009                                                                | Casablanca                                                               | Marocco                                                                  | 0 – 0                                                                    | Rep. Ceca                                                                | Amichevole                                                               | -                                                                        |                                                                          |
| 28-3-2009                                                                | Maribor                                                                  | Slovenia                                                                 | 0 – 0                                                                    | Rep. Ceca                                                                | Qual. Mondiali 2010                                                      | -                                                                        |                                                                          |
| 1-4-2009                                                                 | Praga                                                                    | Rep. Ceca                                                                | 1 – 2                                                                    | Slovacchia                                                               | Qual. Mondiali 2010                                                      | -                                                                        |                                                                          |
| 12-8-2009                                                                | Teplice                                                                  | Rep. Ceca                                                                | 3 – 1                                                                    | Belgio                                                                   | Amichevole                                                               | -                                                                        |                                                                          |
| 5-9-2009                                                                 | Bratislava                                                               | Slovacchia                                                               | 2 – 2                                                                    | Rep. Ceca                                                                | Qual. Mondiali 2010                                                      | -                                                                        |                                                                          |
| 9-9-2009                                                                 | Uherské Hradiště                                                         | Rep. Ceca                                                                | 7 – 0                                                                    | San Marino                                                               | Qual. Mondiali 2010                                                      | -                                                                        |                                                                          |
| 10-10-2009                                                               | Praga                                                                    | Rep. Ceca                                                                | 2 – 0                                                                    | Polonia                                                                  | Qual. Mondiali 2010                                                      | 1                                                                        |                                                                          |
| 14-10-2009                                                               | Praga                                                                    | Rep. Ceca                                                                | 0 – 0                                                                    | Irlanda del Nord                                                         | Qual. Mondiali 2010                                                      | -                                                                        |                                                                          |
| 3-3-2010                                                                 | Glasgow                                                                  | Scozia                                                                   | 1 – 0                                                                    | Rep. Ceca                                                                | Amichevole                                                               | -                                                                        | 79’                                                                      |
| 22-5-2010                                                                | Harrison                                                                 | Turchia                                                                  | 2 – 1                                                                    | Rep. Ceca                                                                | Amichevole                                                               | -                                                                        | 77’                                                                      |
| 25-5-2010                                                                | East Hartford                                                            | Stati Uniti                                                              | 2 – 4                                                                    | Rep. Ceca                                                                | Amichevole                                                               | -                                                                        | 90’                                                                      |
| 11-8-2010                                                                | Liberec                                                                  | Rep. Ceca                                                                | 4 – 1                                                                    | Lettonia                                                                 | Amichevole                                                               | -                                                                        | 41’ 78’                                                                  |
| 7-9-2010                                                                 | Olomouc                                                                  | Rep. Ceca                                                                | 0 – 1                                                                    | Lituania                                                                 | Qual. Euro 2012                                                          | -                                                                        |                                                                          |
| 8-10-2010                                                                | Praga                                                                    | Rep. Ceca                                                                | 1 – 0                                                                    | Scozia                                                                   | Qual. Euro 2012                                                          | -                                                                        | 90’                                                                      |
| 12-10-2010                                                               | Vaduz                                                                    | Liechtenstein                                                            | 0 – 2                                                                    | Rep. Ceca                                                                | Qual. Euro 2012                                                          | -                                                                        |                                                                          |
| 17-11-2010                                                               | Aarhus                                                                   | Danimarca                                                                | 0 – 0                                                                    | Rep. Ceca                                                                | Amichevole                                                               | -                                                                        | 89’                                                                      |
| 9-2-2011                                                                 | Pola                                                                     | Croazia                                                                  | 4 – 2                                                                    | Rep. Ceca                                                                | Amichevole                                                               | -                                                                        | 69’                                                                      |
| 25-3-2011                                                                | Granada                                                                  | Spagna                                                                   | 2 – 1                                                                    | Rep. Ceca                                                                | Qual. Euro 2012                                                          | 1                                                                        |                                                                          |
| 29-3-2011                                                                | Teplice                                                                  | Rep. Ceca                                                                | 2 – 0                                                                    | Liechtenstein                                                            | Qual. Euro 2012                                                          | -                                                                        | 81’                                                                      |
| 10-8-2011                                                                | Oslo                                                                     | Norvegia                                                                 | 3 – 0                                                                    | Rep. Ceca                                                                | Amichevole                                                               | -                                                                        |                                                                          |
| 3-9-2011                                                                 | Glasgow                                                                  | Scozia                                                                   | 2 – 2                                                                    | Rep. Ceca                                                                | Qual. Euro 2012                                                          | 1                                                                        | 60’                                                                      |
| 6-9-2011                                                                 | Praga                                                                    | Rep. Ceca                                                                | 4 – 0                                                                    | Ucraina                                                                  | Amichevole                                                               | -                                                                        | cap.                                                                     |
| 11-10-2011                                                               | Kaunas                                                                   | Lituania                                                                 | 1 – 4                                                                    | Rep. Ceca                                                                | Qual. Euro 2012                                                          | -                                                                        |                                                                          |
| 11-11-2011                                                               | Praga                                                                    | Rep. Ceca                                                                | 2 – 0                                                                    | Montenegro                                                               | Qual. Euro 2012                                                          | -                                                                        |                                                                          |
| 15-11-2011                                                               | Podgorica                                                                | Montenegro                                                               | 0 – 1                                                                    | Rep. Ceca                                                                | Qual. Euro 2012                                                          | -                                                                        |                                                                          |
| 29-2-2012                                                                | Dublino                                                                  | Irlanda                                                                  | 1 – 1                                                                    | Rep. Ceca                                                                | Amichevole                                                               | -                                                                        |                                                                          |
| 1-6-2012                                                                 | Praga                                                                    | Rep. Ceca                                                                | 1 – 2                                                                    | Ungheria                                                                 | Amichevole                                                               | -                                                                        | 79’                                                                      |
| 8-6-2012                                                                 | Breslavia                                                                | Russia                                                                   | 4 – 1                                                                    | Rep. Ceca                                                                | Euro 2012 - 1º turno                                                     | -                                                                        |                                                                          |
| 12-6-2012                                                                | Breslavia                                                                | Grecia                                                                   | 1 – 2                                                                    | Rep. Ceca                                                                | Euro 2012 - 1º turno                                                     | -                                                                        |                                                                          |
| 16-6-2012                                                                | Breslavia                                                                | Rep. Ceca                                                                | 1 – 0                                                                    | Polonia                                                                  | Euro 2012 - 1º turno                                                     | -                                                                        | 87’                                                                      |
| 21-6-2012                                                                | Varsavia                                                                 | Rep. Ceca                                                                | 0 – 1                                                                    | Portogallo                                                               | Euro 2012 - Quarti di finale                                             | -                                                                        |                                                                          |
| 8-9-2012                                                                 | Copenaghen                                                               | Danimarca                                                                | 0 – 0                                                                    | Rep. Ceca                                                                | Qual. Mondiali 2014                                                      | -                                                                        | 75’                                                                      |
| 11-9-2012                                                                | Teplice                                                                  | Rep. Ceca                                                                | 0 – 1                                                                    | Finlandia                                                                | Amichevole                                                               | -                                                                        | cap. 46’                                                                 |
| 12-10-2012                                                               | Plzeň                                                                    | Rep. Ceca                                                                | 3 – 1                                                                    | Malta                                                                    | Qual. Mondiali 2014                                                      | -                                                                        |                                                                          |
| 16-10-2012                                                               | Praga                                                                    | Rep. Ceca                                                                | 0 – 0                                                                    | Bulgaria                                                                 | Qual. Mondiali 2014                                                      | -                                                                        |                                                                          |
| 14-11-2012                                                               | Olomouc                                                                  | Rep. Ceca                                                                | 3 – 0                                                                    | Slovacchia                                                               | Amichevole                                                               | -                                                                        | cap.                                                                     |
| 6-2-2013                                                                 | Istanbul                                                                 | Turchia                                                                  | 0 – 2                                                                    | Rep. Ceca                                                                | Amichevole                                                               | -                                                                        | 86’                                                                      |
| 22-3-2013                                                                | Olomouc                                                                  | Rep. Ceca                                                                | 0 – 3                                                                    | Danimarca                                                                | Qual. Mondiali 2014                                                      | -                                                                        | 74’                                                                      |
| 26-3-2013                                                                | Erevan                                                                   | Armenia                                                                  | 0 – 3                                                                    | Rep. Ceca                                                                | Qual. Mondiali 2014                                                      | -                                                                        |                                                                          |
| 7-6-2013                                                                 | Praga                                                                    | Rep. Ceca                                                                | 0 – 0                                                                    | Italia                                                                   | Qual. Mondiali 2014                                                      | -                                                                        |                                                                          |
| 14-8-2013                                                                | Budapest                                                                 | Ungheria                                                                 | 1 – 1                                                                    | Rep. Ceca                                                                | Amichevole                                                               | -                                                                        | cap.                                                                     |
| 6-9-2013                                                                 | Praga                                                                    | Rep. Ceca                                                                | 1 – 2                                                                    | Armenia                                                                  | Qual. Mondiali 2014                                                      | -                                                                        |                                                                          |
| 10-9-2013                                                                | Torino                                                                   | Italia                                                                   | 2 – 1                                                                    | Rep. Ceca                                                                | Qual. Mondiali 2014                                                      | -                                                                        |                                                                          |
| 11-10-2013                                                               | Ta' Qali                                                                 | Malta                                                                    | 1 – 4                                                                    | Rep. Ceca                                                                | Qual. Mondiali 2014                                                      | -                                                                        |                                                                          |
| 15-10-2013                                                               | Sofia                                                                    | Bulgaria                                                                 | 0 – 1                                                                    | Rep. Ceca                                                                | Qual. Mondiali 2014                                                      | -                                                                        |                                                                          |
| 10-10-2014                                                               | Istanbul                                                                 | Turchia                                                                  | 1 – 2                                                                    | Rep. Ceca                                                                | Qual. Euro 2016                                                          | -                                                                        | 90’                                                                      |
| 16-11-2014                                                               | Plzeň                                                                    | Rep. Ceca                                                                | 2 – 1                                                                    | Islanda                                                                  | Qual. Euro 2016                                                          | -                                                                        |                                                                          |
| 28-3-2015                                                                | Praga                                                                    | Rep. Ceca                                                                | 1 – 1                                                                    | Lettonia                                                                 | Qual. Euro 2016                                                          | -                                                                        | 46’                                                                      |
| 31-3-2015                                                                | Žilina                                                                   | Slovacchia                                                               | 1 – 0                                                                    | Rep. Ceca                                                                | Amichevole                                                               | -                                                                        | 60’ 88’                                                                  |
| 12-6-2015                                                                | Reykjavík                                                                | Islanda                                                                  | 2 – 1                                                                    | Rep. Ceca                                                                | Qual. Euro 2016                                                          | -                                                                        |                                                                          |
| 13-10-2015                                                               | Amsterdam                                                                | Paesi Bassi                                                              | 2 – 3                                                                    | Rep. Ceca                                                                | Qual. Euro 2016                                                          | -                                                                        | 86’                                                                      |
| 13-11-2015                                                               | Ostrava                                                                  | Rep. Ceca                                                                | 4 – 1                                                                    | Serbia                                                                   | Amichevole                                                               | -                                                                        | 56’                                                                      |
| 17-11-2015                                                               | Breslavia                                                                | Polonia                                                                  | 3 – 1                                                                    | Rep. Ceca                                                                | Amichevole                                                               | -                                                                        |                                                                          |
| 27-5-2016                                                                | Praga                                                                    | Rep. Ceca                                                                | 6 – 0                                                                    | Malta                                                                    | Amichevole                                                               | 1                                                                        | 46’                                                                      |
| 1-6-2016                                                                 | Innsbruck                                                                | Rep. Ceca                                                                | 2 – 1                                                                    | Russia                                                                   | Amichevole                                                               | -                                                                        | 46’                                                                      |
| 5-6-2016                                                                 | Praga                                                                    | Rep. Ceca                                                                | 1 – 2                                                                    | Corea del Sud                                                            | Amichevole                                                               | -                                                                        | 46’                                                                      |
| 13-6-2016                                                                | Tolosa                                                                   | Spagna                                                                   | 1 – 0                                                                    | Rep. Ceca                                                                | Euro 2016 - 1º turno                                                     | -                                                                        |                                                                          |
| 17-6-2016                                                                | Saint-Étienne                                                            | Rep. Ceca                                                                | 2 – 2                                                                    | Croazia                                                                  | Euro 2016 - 1º turno                                                     | -                                                                        | 86’                                                                      |
| 21-6-2016                                                                | Lens                                                                     | Rep. Ceca                                                                | 0 – 2                                                                    | Turchia                                                                  | Euro 2016 - 1º turno                                                     | -                                                                        | 36’ 90’                                                                  |
| Totale                                                                   |                                                                          | Presenze (4º posto)                                                      | 103                                                                      |                                                                          | Reti                                                                     | 7                                                                        |                                                                          |

## Palmarès

### Club
- Supercoppa francese: 1

Bordeaux: 2009
- Coppa di Francia: 1

Bordeaux: 2012-2013